# FIBA Europapokal der Landesmeister 1982/83
Die Saison 1982/83 war die 26. Spielzeit des FIBA Europapokal der Landesmeister, der von der FIBA Europa veranstaltet wurde.
Den Titel gewann zum zweiten Mal Ford Cantù aus Italien.

## Modus
Es nahmen die 23 Meister der nationalen Ligen sowie der Titelverteidiger teil. Die Sieger der Spielpaarungen der ersten und zweiten Runde wurden in Hin- und Rückspiel ermittelt. Entscheidend war das gesamte Korbverhältnis beider Spiele.
Die Sieger der zweiten Runde erreichten die Gruppenphase, in der die sechs verbliebenen Mannschaften um den Einzug ins Finale kämpften. Das Finale wurde in einem Spiel an einem neutralen Ort ausgetragen.

## 1. Runde
- Hinspiele: 7. Oktober 1982
- Rückspiele: 14. Oktober 1982

|                         | Gesamt  |                  | Hinspiel | Rückspiel   |
| ----------------------- | ------- | ---------------- | -------- | ----------- |
| Murray Edinburgh        | 145:155 | Fribourg Olympic | 74:78    | 71:77       |
| T71 Dudelange           | 97:203  | Ford Cantù       | 51:99    | 46:104      |
| Partizani Tirana        | 154:171 | Honvéd Budapest  | 90:81    | 64:90       |
| Al-Ittihad Al-Sakndary  | 110:154 | KK Cibona Zagreb | 58:65    | 52:89       |
| Ammerud Basket          | 123:222 | SB NN Groningen  | 56:106   | 67:116      |
| UBSC Wien               | 140:179 | Maccabi Tel Aviv | 63:85    | 77:94       |
| Sutton & Crystal Palace | 173:171 | BSC Saturn Köln  | 75:74    | 98:97 n. V. |
| Alviks BK               | 188:191 | Real Madrid      | 93:99    | 95:92       |
| Turun NMKY              | 167:149 | TJ VŠ Prag       | 90:63    | 77:86       |
| Basketballklubben BMS   | 140:238 | ZSKA Moskau      | 67:114   | 73:124      |
| Panathinaikos Athen     | 125:167 | Moderne Le Mans  | 58:55    | 67:112      |
| Eczacıbaşı Istanbul     | 154:190 | Billy Milano     | 82:86    | 72:104      |

## 2. Runde
- Hinspiele: 4. November 1982
- Rückspiele: 11. November 1982

|                         | Gesamt  |                  | Hinspiel | Rückspiel |
| ----------------------- | ------- | ---------------- | -------- | --------- |
| Fribourg Olympic        | 154:220 | Ford Cantù       | 75:112   | 79:108    |
| Honvéd Budapest         | 187:209 | KK Cibona Zagreb | 89:87    | 98:122    |
| SB NN Groningen         | 144:157 | Maccabi Tel Aviv | 76:69    | 68:88     |
| Sutton & Crystal Palace | 170:192 | Real Madrid      | 89:81    | 81:111    |
| Turun NMKY              | 163:220 | ZSKA Moskau      | 71:89    | 92:131    |
| Moderne Le Mans         | 143:171 | Billy Milano     | 64:85    | 79:86     |

## Gruppenphase
Bei Punktgleichheit zweier oder dreier Teams entschied nicht das Korbverhältnis, sondern der direkte Vergleich untereinander.
| - 1. Spieltag: 9. Dezember 1982 - 2. Spieltag: 16. Dezember 1982 - 3. Spieltag: 13. Januar 1983 - 4. Spieltag: 20. Januar 1983 - 5. Spieltag: 27. Januar 1983 | - 6. Spieltag: 3. Februar 1983 - 7. Spieltag: 17. Februar 1983 - 8. Spieltag: 24. Februar 1983 - 9. Spieltag: 3. März 1983 - 10. Spieltag: 10. März 1983 |

### Gruppe Top 6
| Team                | Sp | S | N  | P+  | P-  |
| ------------------- | -- | - | -- | --- | --- |
| 1. Ford Cantù       | 10 | 7 | 3  | 856 | 762 |
| 2. Billy Milano     | 10 | 7 | 3  | 796 | 766 |
| 3. Real Madrid      | 10 | 6 | 4  | 901 | 853 |
| 4. ZSKA Moskau      | 10 | 5 | 5  | 849 | 856 |
| 5. Maccabi Tel Aviv | 10 | 5 | 5  | 866 | 839 |
| 6. KK Cibona Zagreb | 10 | 0 | 10 | 792 | 984 |

## Finale
Das Endspiel fand am 24. März 1983 in Grenoble statt.
|            | Ergebnis |              |
| ---------- | -------- | ------------ |
| Ford Cantù | 69:68    | Billy Milano |

- Final-Topscorer:  Antonello Riva (Ford Cantù): 20 Punkte